# Cal Maurici (Sant Boi de Llobregat)
Cal Maurici és una obra del municipi de Sant Boi de Llobregat (Baix Llobregat) inclosa en l'Inventari del Patrimoni Arquitectònic de Catalunya.

## Descripció
Es tracta d'un edifici situat al mig de La Marina, rodejat de camps de conreu.
Cal Maurici és una masia de planta basiclical, de cinc crugies, amb la central sobreelevada amb una planta altell coberta a dues aigües amb la carena perpendicular a la façana, i les laterals amb planta baixa i un pis.
L'ala de ponent ha estat desvirtuada per intervencions posteriors que han modificat tant l'estructura com les obertures. Encara resta una part dels esgrafiats originals.